# Arachniodes × clivorum
Arachniodes × clivorum là một loài dương xỉ trong họ Dryopteridaceae. Loài này được Kurata mô tả khoa học đầu tiên năm 1968.